# Candia (Nuevo Hampshire)
Candia es un pueblo ubicado en el condado de Rockingham en el estado estadounidense de Nuevo Hampshire. En el Censo de 2010 tenía una población de 3.909 habitantes y una densidad poblacional de 49,37 personas por km².

## Geografía
Candia se encuentra ubicado en las coordenadas 43°3′41″N 71°19′12″O / 43.06139, -71.32000. Según la Oficina del Censo de los Estados Unidos, Candia tiene una superficie total de 79.18 km², de la cual 78.56 km² corresponden a tierra firme y (0.79%) 0.63 km² es agua.

## Demografía
Según el censo de 2010, había 3.909 personas residiendo en Candia. La densidad de población era de 49,37 hab./km². De los 3.909 habitantes, Candia estaba compuesto por el 97.67% blancos, el 0.28% eran afroamericanos, el 0.33% eran amerindios, el 0.49% eran asiáticos, el 0% eran isleños del Pacífico, el 0.13% eran de otras razas y el 1.1% pertenecían a dos o más razas. Del total de la población el 1.25% eran hispanos o latinos de cualquier raza.